# فرانكولان (كيبك)
فرانكولان (بالإنجليزية: Franquelin, Quebec)‏ هي بلدية محلية في كيبيك تقع في كندا في Manicouagan Regional County Municipality. يقدر عدد سكانها بـ 324 نسمة ومساحتها 516.50 كم2 .

## أعلام
- إد دويل